# Fenoksymetylopenicylina
Fenoksymetylopenicylina (łac. Phenoxymethylpenicillinum; V-cylina, penicylina V) – antybiotyk, należący do grupy β-laktamów, a dokładniej do penicylin naturalnych. Ma działanie bakteriobójcze dlatego najlepiej działa na bakterie w fazie aktywnego namnażania. Swoim działaniem jest bardzo podobna do benzylopenicyliny, istotną różnicą między nimi jest oporność fenoksymetylopenicyliny na kwas solny, dzięki czemu można podawać ją doustnie.

## Mechanizm działania
Jest taki sam jak u innych antybiotyków β-laktamowych. Fenoksymetylopenicylina blokuje aktywność transpeptydaz (PBP) biorących udział w ostatnim etapie syntezy peptydoglikanu ściany komórki bakteryjnej. Lek łączy się z transpeptydazą w jej centrum aktywnym i w ten sposób blokuje jej aktywność. Komórka bakteryjna pozbawiona prawidłowo działającego enzymu nie jest w stanie syntetyzować ściany bakteryjnej i bakteria po jakimś czasie umiera.

## Zakres działania
Fenoksymetylopenicylina ma zasięg działania przeciwbakteryjnego podobny do benzylpenicyliny. Jest jednak od niej 2-4 razy mniej skuteczna, w szczególności wobec bakterii Gram-ujemnych.

## Działania niepożądane
Podobne jak u benzylopenicyliny. Najczęstszą dolegliwością są reakcje alergiczne, bardzo rzadko może wystąpić wstrząs anafilaktyczny, dlatego jeżeli wcześniej pojawiły się jakieś reakcje nadwrażliwości po podaniu jakichkolwiek penicylin stosowanie fenoksymetylopenicyliny jest przeciwwskazane.